# Menjamel citrí
El menjamel citrí (Ptilotula flavescens) és un ocell de la família dels melifàgids (Meliphagidae).

## Hàbitat i distribució
Habita els boscos de ribera, boscos oberts i sabanes del sud-est de Nova Guinea i nord d'Austràlia des del nord-est d'Austràlia Occidental i centre de Territori del Nord fins al nord de Queensland.